# Джак Креймър
Джон Албърт „Джак“ Креймър (на английски: John Albert „Jack“ Kramer) е известен американски тенисист от 1940-те. Роден е на 1 август 1921 година в Лас Вегас, Невада. Живее в Лос Анджелис, Калифорния. Бил е номер едно в класацията в продължение на няколко години и е кандидат за титлата „Най-добър тенис играч за всички времена“. Става шампион в Уимбълдън през 1947 година и на Американското открито първенство през 1946 и 1947 година.
Почива от рак на 12 септември 2009 г.
През 1968 г. е включен в Международната тенис зала на славата.

## Успехи

### Титлили на сингъл на турнири отГолям шлем(3)
| година | турнир    | съперник     | резултат                          |
| ------ | --------- | ------------ | --------------------------------- |
| 1946   | ОП САЩ    | Том Браун    | 9 – 7, 6 – 3, 6 – 0               |
| 1947   | Уимбълдън | Том Браун    | 6 – 1, 6 – 3, 6 – 2               |
| 1947   | ОП САЩ    | Франк Паркър | 4 – 6, 2 – 6, 6 – 1, 6 – 0, 6 – 3 |

### Финали на сингъл на турнири отГолям шлем(1)
| година | турнир | съперник     | резултат                    |
| ------ | ------ | ------------ | --------------------------- |
| 1946   | ОП САЩ | Джоузеф Хънт | 6 – 3, 6 – 8, 10 – 8, 6 – 0 |

### Титли на двойки в турнири от Големия шлем (6)
| година | турнир    | партньор       | съперник                   | резултат            |
| ------ | --------- | -------------- | -------------------------- | ------------------- |
| 1940   | ОП САЩ    | Тед Шрьодер    | Гарднър Мълой Хенри Прусоф | 6 - 4, 8 - 6, 9 - 7 |
| 1941   | ОП САЩ    | Тед Шрьодер    | Уейн Събин Гарднър Мълой   | 9 - 7, 6 - 4, 6 - 2 |
| 1943   | ОП САЩ    | Франк Паркър   | Бил Талбърт Дейвид Фрийман | 6 - 2, 6 - 4, 6 - 4 |
| 1946   | Уимбълдън | Том Браун      | Джоф Браун Дини Пайлс      | 6 - 4, 6 - 4, 6 - 2 |
| 1947   | Уимбълдън | Боб Фалкенбърг | Тони Мотръм Бил Сидуел     | 8 - 6, 6 - 3, 6 - 3 |
| 1947   | ОП САЩ    | Тед Шрьодер    | Бил Талбърт Бил Сидуел     | 6 - 4, 7 - 5, 6 - 3 |